# Pulp (napój)
Pulp – marka peruwiańskiego nektaru, należącego do przedsiębiorstwa spożywczgo o nazwie Ajegroup. Produkowany od roku 2004 i sprzedawany w szklanych butelkach o pojemności 1 litra i 300 ml oraz w kartonach, których pojemność wynosi 1 litra i 330 ml. Nektar ten dystrybuowany jest w kilku smakach – jabłkowym, pomarańczowym, brzoskwinowym, mango, jeżynowym i ananasowym. Nazwa napoju pochodzi od słowa „pulpa”, oznaczającego półprodukty z całych lub częściowo rozdrobnionych jednorodnych owoców lub warzyw. Sprzedaż napoju obejmuje kraje Ameryki Południowej i Środkowej, m.in.: Peru, Kolumbię, Ekwador, Honduras, Panamę czy Meksyk.